# Орлов, Александр Григорьевич (разведчик)
Алекса́ндр Григо́рьевич Орло́в (18 (31) июля 1898, Пермь — 25 января 1940, Москва) — советский военачальник, комдив (19.02.1938). Необоснованно репрессирован и расстрелян, реабилитирован посмертно.

## Биография
Родился 18 (31) июля 1898 года в Перми в семье надворного советника Григория Александровича Орлова, русский. В 1915 году окончил Алексеевское реальное училище в Перми, в 1916 году — два курса юридического факультета Императорского Московского университета.
Осенью 1916 года был призван в Русскую императорскую армию, где зачислен на ускоренный курс обучения в Михайловское артиллерийское училище. будучи юнкером этого училища, активно участвовал в Февральской революции и в последующих революционных событиях этого года. Окончил училище и выпущен в армию в чине прапорщика в сентябре 1917 года. Был направлен на Румынский фронт на должность младшего офицера 2-й батареи 1-го горного артиллерийского дивизиона. Участвовал в первой мировой войне. После Октябрьской революции избран солдатами командиром батареи. В феврале 1918 года с расформированием дивизиона в Тирасполе был демобилизован из русской армии. Добрался до Перми только в апреле.
В июне 1918 года был зачислен в Красную Армию по мобилизации бывших офицеров как военспец. Участник Гражданской войны. С июня 1918 года формировал 4-ю батарею Пермской артиллерийской бригады (формировалась в г. Слободской Вятской губернии. С октября 1918 — командир 1-й батареи 10-й артиллерийской бригады. Весной 1920 года был инструктором, а затем и начальником школы младшего командного состава при запасной артиллерийской бригаде. С июня 1920 — командир огневой ударной бригады особого назначения на Южном фронте. Участвовал в боевых действиях против армии генерала П. Н. Врангеля в Северной Таврии. Был тяжело ранен на Каховском плацдарме, затем в госпитале ему была ампутирована нога. Вернулся в строй только в апреле 1921 года.
После войны добился своего оставления в армии и с апреля 1921 года был преподавателем артиллерии и топографии на 95-х Уфимских командных курсах. С августа 1922 года — преподаватель артиллерии в Объединённой военной школе имени ВЦИК в Москве, с мая 1925 года был главным руководителем артиллерии школы. Одновременно учился и сам, окончив в 1925 году правовое отделение факультета общественных наук 1-го Московского государственного университета. В 1927 году вступил в ВКП(б) (кандидатом в партию состоял с 1924 года).
С июня 1925 года — помощник начальника юридическо-статистического отдела Главного управления РККА, с августа 1927 года — юрисконсульт (юрист) при Народном комиссариате по военным и морским делам СССР и Реввоенсовете Союза ССР, с июля 1928 года — начальник законодательного отдела Управления делами Наркомвоеномора и РВС СССР, с марта 1929 года — начальник сектора и
помощник секретаря РВС. Однако несмотря на успехи как военного юриста, сам А. Г. Орлов стремился вернуться в артиллерию. В 1931 году в составе военной делегации он посетил Германию для изучения состояния артиллерийского дела и приборов управления стрельбой, а после возвращения в ноябре 1931 года был назначен начальником Управления военных приборов Артиллерийского управления РККА. В этой должности с января по май 1931 года он дважды выезжал для участия в Международной конференции по разоружению в Женеве, будучи начальником штаба военной части советской делегации и военным экспертом по сухопутным вооружениям. В 1933 году издал учебное пособие, переизданное вторым расширенным изданием в 1935 году.
Однако, учитывая свободное владение Орловым французским и немецким языками и его успешную работу в Женеве в 1931 году, на него обратило внимание руководство советской военной разведки (тогда именовалось IV Управление Штаба РККА). В декабре 1933 года назначен помощником военного атташе во Франции, где добился серьёзных успехов. В конце декабря 1934 года переведён с повышением на должность военного атташе в Германию (по совместительству с января 1937 года являлся военным атташе в Венгрии). При введении в РККА персональных воинских звание А. Г. Орлову было присвоено звание комбриг (26.11.1935). Работая в условиях жёсткого противодействия со стороны спецслужб Германии, сумел получить и передать в Москву много важной информации (например, о секретном соглашении о поставках вооружения Германии в Венгрию в 1935 году, о мобилизационных мероприятиях и перевооружении германской армии, о формировании первых моторизованных частей (панцерваффе), о поставках германского вооружения франкистам в Испанию, тактико-технические характеристики ряда видов вооружений и т.д.).
В сентябре 1937 года, после снятия с должности начальника военной разведки армейского комиссара 2-го ранга Я. К. Берзина и ареста ряда руководящих работников, А. Г. Орлов был назначен заместителем начальника Разведуправления РККА. В октябре 1938 года был арестован врид начальника Разведуправления РККА С. Г. Гендин и А. Г. Орлов стал также временно исполнять эту должность. В апреле 1939 года был отстранён от должности по распоряжению народного комиссара обороны К. Е. Ворошилова (его сменил И. И. Проскуров).
В мае 1939 года его назначили начальником кафедры иностранных языков Артиллерийской академии РККА имени Ф. Э. Дзержинского, но уже 3 июня этого года А. Г. Орлов был арестован органами НКВД СССР. Обвинялся в шпионаже в пользу Германии. 24 января 1940 года был осужден приговором Военной коллегией Верховного Суда СССР по обвинению в антисоветской и шпионской деятельности, приговорён к расстрелу. На следующий день, 25 января 1940 года, приговор был приведён в исполнение.
21 мая 1955 года определением Военной коллегии Верховного Суда СССР был реабилитирован за отсутствием состава преступления.

## Награды
- Два ордена Красного Знамени (20 февраля 1928[10], 22.02.1938[2])